# Mediterranean Conference Centre
Mediterranean Conference Centre (malt. Dar il-Mediterran għall-Konferenzi) – centrum konferencyjne w Valletcie, stolicy Malty, dawny szpital zakonny (malt. Il-Furmarija, ang. Sacra Infermeria, pol. Święty Szpital).

## Historia
Pierwotny szpital zakonny został zaprojektowany przez Girolamo Cassara, maltańskiego architekta i inżyniera wojskowego, który w latach sześćdziesiątych, siedemdziesiątych i osiemdziesiątych XVI wieku zaprojektował oraz nadzorował budowę kilkudziesięciu najważniejszych budynków w stolicy Malty, m.in. Pałac Wielkiego Mistrza i konkatedrę św. Jana oraz np. Verdala Palace w Siġġiewi. Budowę szpitala rozpoczęto w 1574 za rządów wielkiego Mistrza Jeana L’Evesque de la Cassière’a, ukończono w końcu XVI wieku. Zastąpił on stary szpital zakonny w Birgu. Służył zakonnikom z Malty, oraz z kontynentu, a także pielgrzymom do Ziemi Świętej. Miał dwie apteki. W 1596 roku szpital rozbudowano dodając skrzydło dla pacjentów chorych na choroby zakaźne i weneryczne.
Za panowania wielkiego mistrza Raphaela Cotonera w latach 1660–1663 dobudowano dodatkowe oddziały. Kolejny Wielki Mistrz Nicolas Cotoner, kontynuował prace przy rozbudowie szpitala. Za jego panowania w 1676 roku otworzono szkołę anatomii i chirurgii. Kolejne duże prace przy rozbudowie szpitala zostały wykonane za panowania Ramona Perellosa. Rozpoczęły się w 1712 roku i polegały na dobudowaniu kaplicy, laboratorium oraz apteki.
W 1787 roku w szpitalu były 563 łóżka, a po uzupełnieniu mógł pomieścić 914 pacjentów. Szczycił się najdłuższym oddziałem szpitalnym na świecie o długości 155 m, tzw. Długim Holem.
Budynek służył zakonowi do roku 1798, do momentu francuskiej okupacji Malty, kiedy to został przejęty przez wojska Napoleona. Obiekt zmienił nazwę na Grand Hôspital, jak i nadal pełnił swoje funkcje jako Hopital Militaire. W czasie krótkiego użytkowania obiektu przez Francuzów, dokonano kilku usprawnień w obiekcie, miały one na celu poprawę wentylacji, kanalizacji oraz oświetlenia szpitala.
Po zajęciu wyspy przez Brytyjczyków obiekt został przejęty armię. Pod nazwą Station Hospital służył jako szpital dla wojsk stacjonujących na Malcie do 1918 roku. W latach 1918–1940 budynek mieścił Komendę Główną Policji.
W czasie działań wojennych podczas II wojny światowej szpital został uszkodzony. Po odbudowie pełnił różne funkcje, był m.in. siedzibą teatru dziecięcego, szkołą. W 1979 roku obiekt został siedzibą Mediterranean Conference Centre. W 2016 roku obiekt był miejscem finału Konkursu Piosenki Eurowizji Junior.
Obiekt został wpisany na listę National Inventory of the Cultural Property of the Maltese Islands pod numerem 01137.